# Gustav-Adolf-Kirche (Meppen)

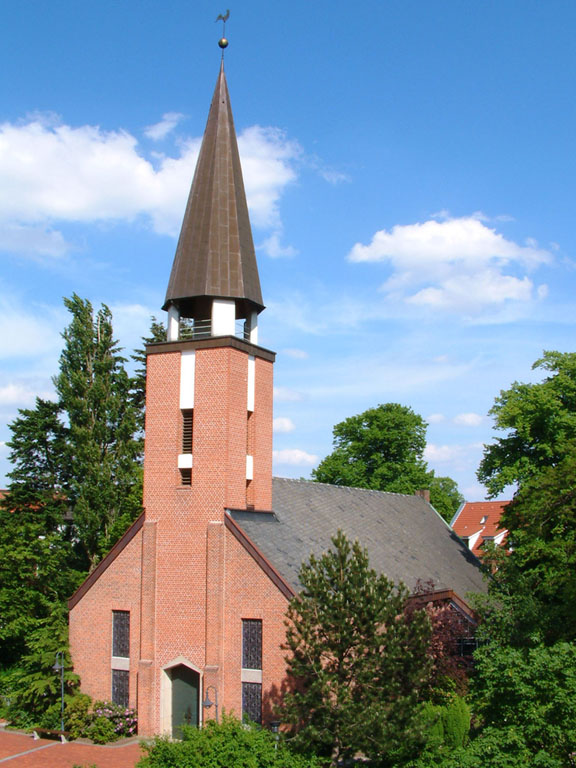
Gustav-Adolf-Kirche Meppen

Die Gustav-Adolf-Kirche gehört zur ältesten evangelischen Kirchengemeinde gleichen Namens in Meppen. Sie wurde von 1856 bis 1858 als „Evangelische Kirche zu Meppen“ nach einem Entwurf des Architekten Conrad Wilhelm Hase (Hannover) gebaut und erhielt 1953 ihren jetzigen Namen. 1966/67 wurde sie in der heutigen Form neu gebaut.

## Gemeindegründung
Im Zusammenhang mit dem Reichsdeputationshauptschluss am 25. Februar 1803 und infolge der Säkularisation erhielt der Herzog von Arenberg als Ersatz für den Verlust linksrheinischer Gebiete an Frankreich neben dem Vest Recklinghausen das Amt Meppen. Im Zuge der Neuordnung Europas nach dem Wiener Kongress 1814 bis 1815 wurde das Amt Meppen dem Königreich Hannover zugesprochen, wobei der Herzog von Arenberg standesherrliche Rechte behielt. In der Folge kamen protestantische königliche Beamte und Soldaten nach Meppen. Nach Bekunden des verantwortlichen Generalmajors Vincke gab es 1817 im Umkreis von vier Stunden Weg weder eine evangelische Kirche noch eine Schule, so dass die Kinder nicht unterrichtet werden konnten und es bei Krankheit und Tod keinen seelsorgerischen Beistand gab.
Am 27. März 1842 bekam die Gemeinde Carl Prior, bis dahin „Candidat und Gehülfe des Pastors Voß aus Schledehausen“ als Seelsorger. Nachdem die Schulbehörde ihre Zusage rückgängig gemacht hatte, dass für evangelische Gottesdienste die Aula des katholischen Gymnasiums genutzt werden könne, fanden diese zunächst in Privathäusern statt.

## Der Kirchenbau 1856–1858

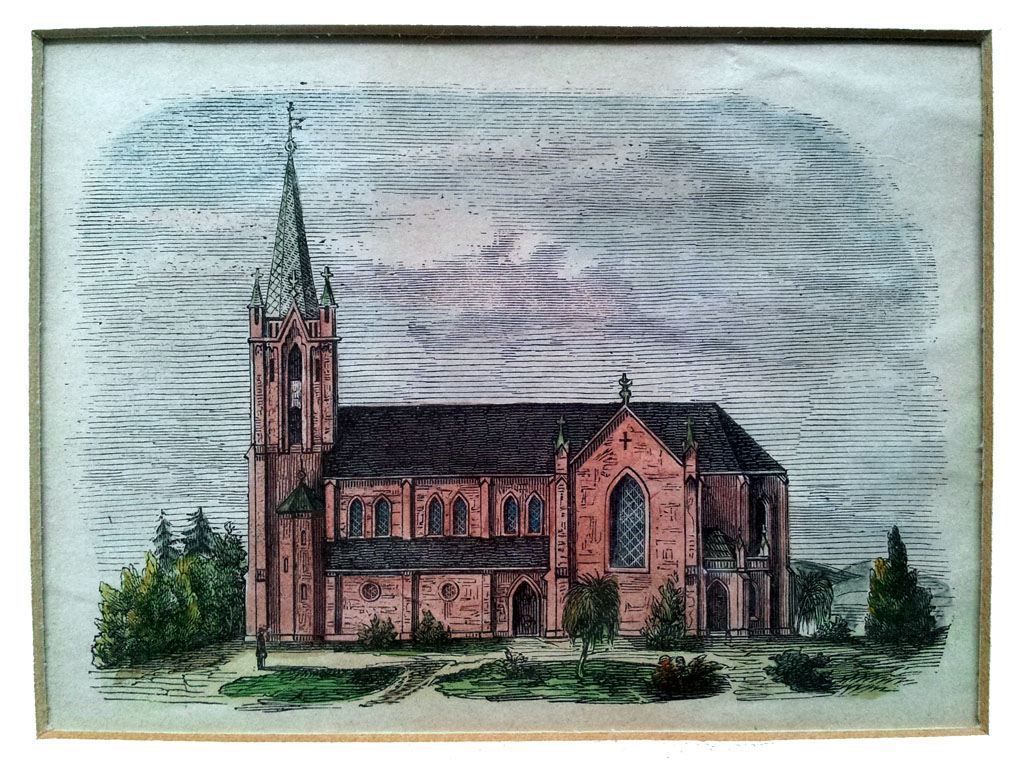
Ansicht 1858

Mit Beginn des Wirkens Priors war der Kirchenbau geplant worden. Die Gemeinde war auf die Unterstützung Dritter angewiesen, da sie über keinerlei Grundbesitz und damit über keine Einnahmequellen verfügte. Man wandte sich deshalb immer wieder an das Konsistorium in Osnabrück und an den König in Hannover. Diese Behörden übernahmen einen Teil der Kosten. Sie ermöglichten der Gemeinde zudem eine Hauskollekte in den Landvogtei- bzw. Landdrosteien Osnabrück und Ostfriesland zu Aurich. Diese Tür-zu-Tür-Sammlung erstreckte sich über mehrere Jahre. 1854 beschloss der Kirchenvorstand den Kirchenbau.
Die Planung im Stil der Backsteingotik übernahm der hannoversche Architekt Conrad Wilhelm Hase. Dabei sollte die Konstruktion der Kirche und das verwendete Baumaterial für den Betrachter sichtbar bleiben. „Putz ist Lüge“ war ein von ihm geprägtes Wort. Am 9. Mai 1856 wurde der Grundstein gelegt. Die Gemeinde zählte damals in der Stadt und im Landkirchspiel Meppen circa 300 Seelen, im ganzen Herzogtum waren es 1000 Seelen.
Im Jahr 1857 wurde Pastor Prior aus Meppen abberufen. Trotz der vakanten Pfarrstelle schritt der Kirchenbau voran. Am 10. Juni 1858 wurde die Kirche eingeweiht. An diesem Tage übernahm der spätere Konsistorialrat und Superintendent Wilhelm Grashoff die Pfarrstelle. Bis zu seinem Tode im Jahr 1903 war er in Meppen aktiv.

## Baumaßnahmen in den 1950er und 1960er Jahren
Die Kirche erlitt im Zweiten Weltkrieg im Januar 1944 und im Februar 1945 die schlimmsten Schäden. Als Hitlerjungen am 7. April 1945 einmarschierenden kanadischen Truppen Widerstand leisteten, beschossen diese die Türme der evangelischen und der katholischen Kirche, weil sie Spähposten vermuteten. Beide Kirchen wurden schwer beschädigt. Die katholische Kirche verlor den gesamten Turmhelm, bei der evangelischen Kirche waren der Turmhelm zerschossen, das Kirchendach und die Fenster zerstört. Witterungseinflüsse verstärkten in der Folgezeit die Schäden. Die 1950er und 1960er Jahre waren durch Instandsetzungsarbeiten und verschiedene Kirchenum- und -neubauten geprägt.
Nachdem die Kirche nach dem Krieg wieder in Gebrauch genommen worden war, stellten sich weitere Schäden ein, die eine größere Baumaßnahme erforderten. Diese war insbesondere auch deswegen notwendig, weil durch die Ostflüchtlinge die Zahl der Gemeindeglieder sich mehr als verdoppelt hatte.

### Instandsetzung 1953
Für den ersten Umbau 1953 wurde der Architekt Werner Zobel aus Nordhorn engagiert. Er wollte wohl die Kreuzform im Grundriss der Kirche beibehalten, das äußere und innere Erscheinungsbild aber verändern. Zobel orientierte sich letztendlich an dem vorhandenen Bau und entwarf eine Kirche, die bis zu 500 Gottesdienstbesucher aufnehmen konnte. Aus der alten Kirche blieben die bei den Angriffen durch einen Splitter beschädigte Altarbibel und die Kanzel erhalten.

### Namensgebung
Die bis dahin einfach „Evangelische Kirche zu Meppen“ genannte Kirche erhielt den Namen „Gustav-Adolf-Kirche“, gewidmet dem Gustav-Adolf-Werk, das Gemeinden in der Diaspora unterstützt.

### Glocken
Zum 100. Jubiläum erhielt die Kirche ihre neuen Glocken. Dazu wurde der Turm neu erbaut. Die Glocken wurden am 27. Mai 1958 in einem feierlichen Zug durch die Stadt gefahren. Die große, auf A gestimmte Totenglocke (625 kg) trägt als Inschrift das Pauluswort aus dem Römerbrief: „Seid geduldig in Trübsal“; die mittlere, auf C gestimmte Glocke (355 kg) mit der Inschrift „Seid fröhlich in Hoffnung“ erklingt zu Taufen und Trauungen; und die kleine, auf D gestimmte Gebets- und Feierabendglocke mit der Inschrift „Haltet an am Gebet“ erklingt morgens um 8 Uhr, mittags um 12 Uhr und abends um 18 Uhr und umrahmt und begleitet die sieben Bitten des Vaterunser-Gebetes im Gottesdienst.

## Neubau 1966/67

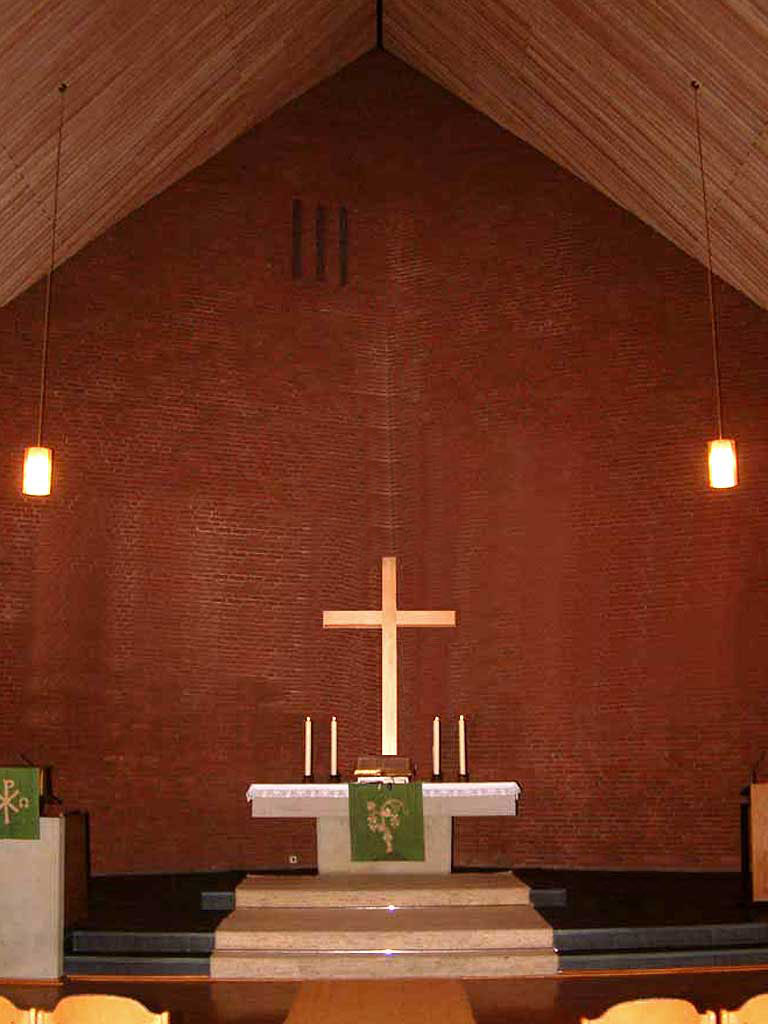
Gustav-Adolf-Kirche, 1967

Die Baumaßnahmen gingen nach kurzer Zeit weiter. Immer neu auftretende Kriegsschäden und ein weiteres Anwachsen der Gemeinde hatten einen gründlichen Umbau erforderlich gemacht. Im Mai 1966 hatte die Landeskirche Hannover die finanziellen Mittel bewilligt.

### Architektur
Die Architekten Brüx und Schumacher wurden mit der Planung der Baumaßnahmen beauftragt. Die Durchführung lag in den Händen des Nordhorner Architekten Bortfeld. Im September 1966 erfolgte die Grundsteinlegung für den Neubau; am 17. Dezember 1967 weihten Landessuperintendent Kurt Degener zusammen mit Superintendent Wilhelm Stühl und Pastor Werner Knorr die neue Kirche ein.
Das spitz zulaufende Dach erinnert an ein Zelt, das dem wandernden Gottesvolk Israel in der Wüste als Heiligtum diente. Die Kirche will einen Raum der Ruhe bieten. Altar, Taufstein und Kanzel sind aus Bentheimer Sandstein. Hinter dem Altar stand ein schlichtes Holzkreuz.

### Fenster von Hans Ohlms

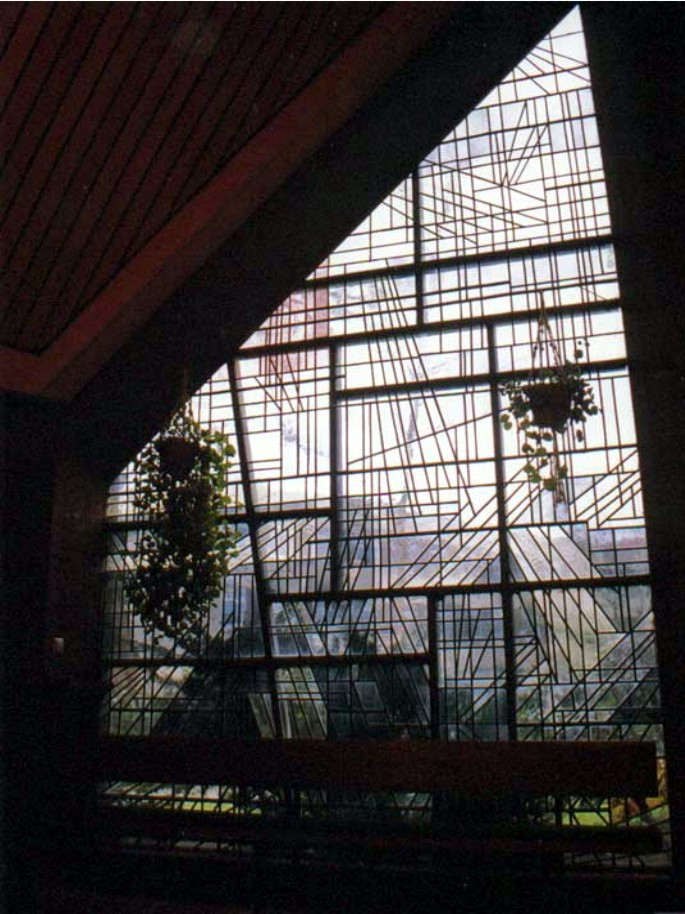
Seitenfenster in der Taufecke

Da die Kirche in der Anfangszeit auch der reformierten Ortsgemeinde zur Verfügung stand, war sie bewusst schlicht gehalten worden. Lediglich die von Hans Ohlms (1908–1988), Nordhorn, geschaffenen Glasfenster setzten einen künstlerischen Akzent. „Die Fenster sollen unruhig machen wie im Buch Hiob“, so zitiert und interpretiert der damalige Pastor Christian Langer den Künstler. „Der Mensch, vom Weibe geboren, lebt kurze Zeit und ist voll Unruhe.“ Die Unruhe provoziert der Künstler, indem er die Fenster sehr unterschiedlich gestaltet. Neben strengen Linien, die das Strukturelement des Ziegelmauerwerkes aufnehmen, gibt es ein stark bewegtes Muster im Tauffenster, aber auch ruhige Wellen in den Seitenfenstern. Dagegen kopieren und spiegeln die Fenster in der Wand des Kirchturms das konzentrisch angelegte Muster in 18 einzelnen Einheiten. Auf der helleren Kirchenseite nach Süden und Westen werden eher kühle Blau- und Grautöne, auf der dunkleren Nordseite warme Töne bevorzugt. Ganz oben in der ansonsten geschlossenen Altarwand symbolisieren drei kleine farbig gestaltete Fenster die Dreieinigkeit Gottes.

## Baumaßnahmen 1990er Jahre
1994 wurde das Altarbild installiert, 1997 folgten die Renovierung der Kirchendecke und der Neubau der Orgel.

### Altarbild

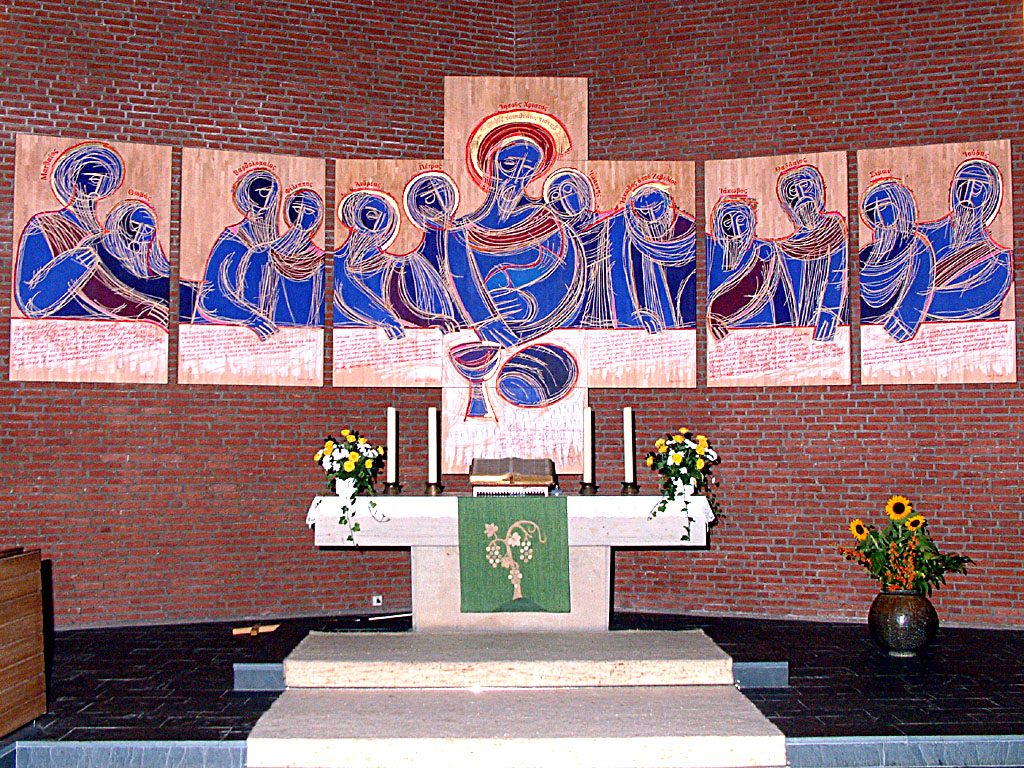
Altarbild

Das fünfteilige Altarbild des Nordhorner Künstlers Jo Klose lädt die Gottesdienstbesucher ein, beim Abendmahl in den Kreis der Jünger Jesu um den Tisch des Herrn zu treten und diesen Kreis zu schließen. Dass diese Einladung nicht allein der anwesenden Gemeinde gilt, sondern sich an alle Christen der Welt richtet, machen die Einsetzungsworte Jesu deutlich, die auf dem Altarbild in verschiedenen alten und lebenden Sprachen zu lesen sind, nämlich in Griechisch (Sprache des Neuen Testaments, Verbindung zur Griechisch-orthodoxen Kirche), Latein (Kirchensprache bis ins 16. Jahrhundert; Verbindung zur Römisch-katholischen Kirche), Kyrillisch (viele Gemeindeglieder kommen aus Russland; Verbindung zur Russisch-Orthodoxen Kirche), Englisch (Weltsprache; Verbindung zur Anglikanischen Kirche), Deutsch und in Swahili (Sprache der Partnergemeinde Chemchem in Tansania).
Über den Köpfen der Jünger stehen deren Namen in griechischer Sprache; von links nach rechts: Matthäus, Thomas, Bartholomäus, Philippus, Andreas, Petrus, Johannes, Jakobus, Sohn des Zebedäus, Jakobus, Thaddäus, Simon und Judas.
Über dem Kopf Jesu ist in griechischer Sprache zu lesen: Jesus Christus, der Sohn Gottes, der Erlöser. Brot und Wein, aber auch das Symbol des Fisches sind für Christen von grundlegender Bedeutung; die Farben stehen für Glaubensstärke (Blau), Liebe (Rot), und Ewigkeit (Gold). Der unter Kelch und Brot in hebräischer Schrift zitierte Bibelvers aus 2 Mos 12,14  erinnert daran, dass Christen das Abendmahl in der Tradition der jüdischen Passafestes verstehen.

### Orgel

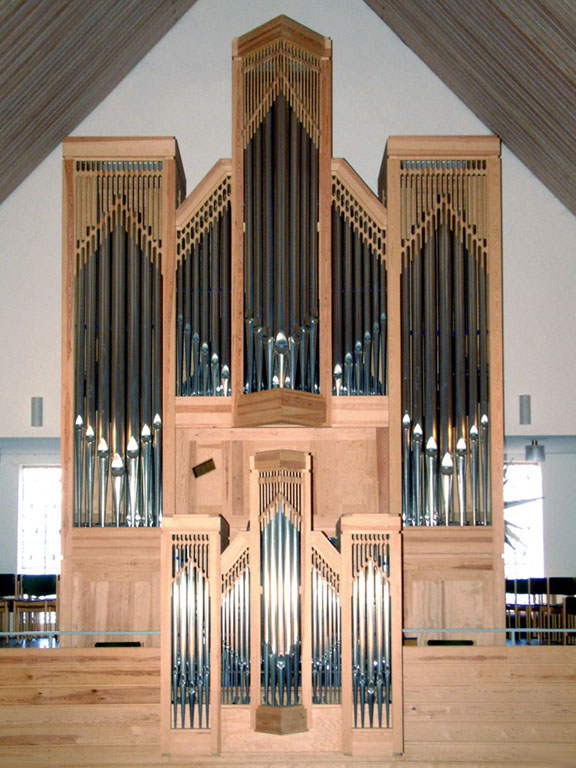
Orgelprospekt

Um den Neubau der Orgel wurde ausgesprochen lange gerungen. Immer wieder wurde in den Unterlagen von gravierenden Mängeln am vorhandenen Instrument gesprochen. In den 1960er und 70er Jahren wurde die alte Orgel mit landeskirchlicher Unterstützung instand gesetzt. Mitte der 1990er Jahre fasste der Kirchenvorstand nach langem Für und Wider den Beschluss zum Neubau der Orgel.
Sie wurde 1997 durch die Orgelbauwerkstatt Marcussen & Søn errichtet. Das Instrument verfügt über 27 Register, verteilt auf zwei Manuale und Pedal. Die Trakturen sind mechanisch, die Windladen als Schleifladen ausgeführt.
| I Rückpositiv C–g3 |      |  |
| Gedackt            | 8′   |  |
| Quintatön          | 8′   |  |
| Principal          | 4′   |  |
| Rohrflöte          | 4′   |  |
| Octave             | 2′   |  |
| Waldflöte          | 2′   |  |
| Sesquialtera II    |      |  |
| Quinte             | 1⁄3′ |  |
| Scharf III         |      |  |
| Tremulant          |      |  |

| II Hauptwerk C–g3 |        |
| Prinzipal         | 8′     |
| Rohrflöte         | 8′     |
| Octave            | 4′     |
| Quinte            | 2 ⁄3′  |
| Octave            | 2′     |
| Terz              | 1 3⁄5′ |
| Mixtur IV–V       |        |
| Trompete          | 8′     |
| Vox Humana        | 8′     |

| Pedal C–f1 |     |
| Subbass    | 16′ |
| Octave     | 8′  |
| Gedackt    | 8′  |
| Octave     | 4′  |
| Nachthorn  | 2′  |
| Mixtur III |     |
| Fagott     | 16′ |
| Trompete   | 8′  |
| Dulcian    | 8′  |

- Koppeln: I/II, I/P, II/P

## Segnender Jesus

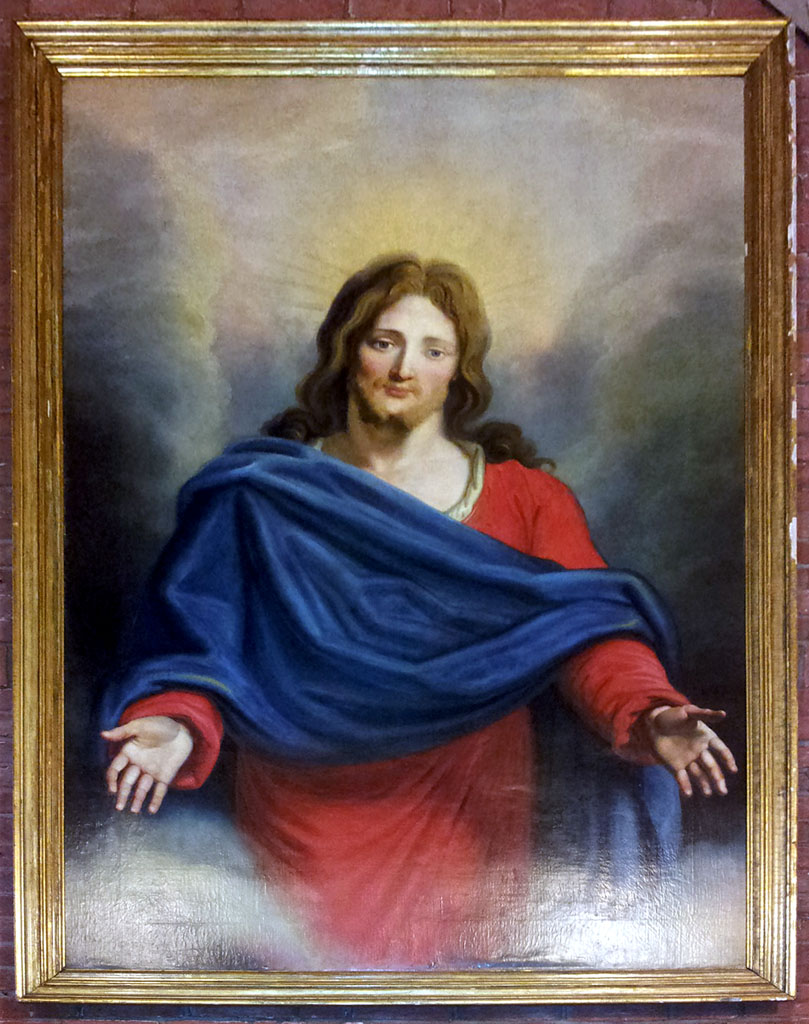
Der segnende Christus von Johann Heinrich Ramberg

Der Segnende Christus von Johann Heinrich Ramberg (1763–1840) war in der 2. Hälfte des 19. Jahrhunderts auf unbekannten Wegen nach Meppen gekommen und hing bis zum Kirchenneubau 1966/67 in der Kirche. Als nicht mehr zeitgemäß empfunden, wurde er auf dem Dachboden der Superintendentur gelagert, bis er 1990 als Dauerleihgabe an das Stadtmuseum des Meppener Heimatvereins abgegeben wurde. Nach Abschluss der Feierlichkeiten zum 150. Kirchweihjubiläum im Jahr 2008 kehrte das Bild in die Kirche zurück. Etwas versteckt hängt es über der Sakristei, der Kanzel gegenüber.